# 許堯佐
許堯佐（？—？），約唐憲宗時官員、文學家，許康佐之弟。

## 生平
貞元初，曾為鳳翔隴州觀察使邢君牙幕府。德宗時，進士及第，舉宏辭，任太子校書郎。貞元十六年（800年）與敦煌張宗本、滎陽鄭權，皆佐征西幕府。終諫議大夫。堯佐著有《柳氏傳》行於世。另有《五經閣賦》。《全唐詩》錄其詩六首。